# Thomas Löhr
Pour les articles homonymes, voir Lohr (homonymie).
Thomas Löhr, né le 29 février 1952 à Francfort-sur-le-Main (Hesse, Allemagne), est un prélat catholique allemand, évêque auxiliaire de Limbourg depuis 2009.

## Biographie
Thomas Löhr étudie à l'Université pontificale grégorienne de Rome et au Collegium Germanicum et Hungaricum. Il est ordonné prêtre le 10 octobre 1976, à Rome, par Mgr Joseph Höffner. Il poursuit ensuite ses études à Rome et obtient son doctorat en 1982 à l'Université pontificale grégorienne grâce à sa thèse sur l'enseignement théologique de Robert Bellarmin.
De 1981 à 1982, le père Löhr est responsable de la paroisse Saint-Jean l'apôtre de Francfort-Unterliederbach ; de 1982 à 1984, il est aumônier de la paroisse Saint-Jean-Baptiste d'Elz. En 1984, il devint chancelier du séminaire de Limburg, puis en 1985, il en est nommé recteur. De 1997 à 2007, il exerce la charge de curé et doyen de Rüdesheim am Rhein et Eibingen. En 2006, il est nommé à la tête du service de la pastorale par Mgr Franz Kamphaus, puis le 23 avril 2008, il devient membre du chapitre de la cathédrale de Limburg.
Le 15 juin 2009, il est nommé évêque titulaire de Diana (de) et évêque auxiliaire du diocèse de Limburg par le pape Benoît XVI. Il est consacré le 30 août 2009 par Mgr Franz-Peter Tebartz-van Elst en la cathédrale de Limburg. Ses co-consécrateurs sont Mgrs Franz Kamphaus et Gerhard Pieschl.